# Elizna Naudé
Elizna Naudé (* 14. September 1978 in Vereeniging) ist eine ehemalige südafrikanische Diskuswerferin.

## Karriere
Bei den Afrikameisterschaften 1998 in Dakar gewann sie Gold und bei den Panafrikanischen Spielen 1999 in Johannesburg Bronze.
2002 wurde sie Sechste bei den Commonwealth Games in Manchester und holte Bronze bei den Afrikameisterschaften in Radès.
Nach Goldmedaillen bei den Panafrikanischen Spielen 2003 in Abuja und den Afrikameisterschaften 2004 in Brazzaville schied sie bei den Olympischen Spielen 2004 in Athen und den Weltmeisterschaften 2005 in Helsinki in der Qualifikation aus.
2006 siegte sie bei den Commonwealth Games in Melbourne und den Afrikameisterschaften in Bambous, 2007 bei den Panafrikanischen Spielen in Algier und 2008 bei den Afrikameisterschaften in Addis Abeba. Bei den Olympischen Spielen 2008 in Peking und bei den Weltmeisterschaften 2009 in Berlin kam sie jedoch erneut nicht über die erste Runde hinaus.
2010 in Nairobi wurde sie zum vierten Mal in Folge Afrikameisterin. Beim Continental-Cup in Split und bei den Commonwealth Games in Delhi wurde sie jeweils Siebte. Bei den Panafrikanischen Spielen 2011 in Maputo und bei den Afrikameisterschaften 2012 in Porto Novo errang sie Silber.
Am 4. März 2005 stellte sie in Bloemfontein mit 63,17 m einen Afrikarekord auf, den sie am 2. März 2007 in Stellenbosch auf die aktuelle Marke von 64,87 m verbesserte.